# Élections à l'Assemblée régionale de Murcie
Les élections à l'Assemblée régionale de Murcie (en espagnol : elecciones a la Asamblea Regional de Murcia) se tiennent tous les quatre ans, afin d'élire les députés à l'Assemblée régionale de Murcie. Celle-ci se compose, actuellement, de 45 députés.

## Résumé
| Année | Participation | Hémicycle                     | Parti en tête | Parti en tête    | Score   | Sièges  | Président | Président             | Président |
| ----- | ------------- | ----------------------------- | ------------- | ---------------- | ------- | ------- | --------- | --------------------- | --------- |
| 1983  | 68,47 %       |                               |               | Parti socialiste | 52,53 % | 26 / 43 |           | Andrés Hernández Ros  | PSOE      |
| 1983  | 68,47 %       | Carlos Collado (1984)         |               | Parti socialiste | 52,53 % | 26 / 43 |           |                       | PSOE      |
| 1987  | 72,99 %       |                               |               | Parti socialiste | 44,13 % | 25 / 45 |           | Carlos Collado        | PSOE      |
| 1991  | 67,20 %       |                               |               | Parti socialiste | 45,70 % | 24 / 45 |           | Carlos Collado        | PSOE      |
| 1991  | 67,20 %       | María Antonia Martínez (1993) |               | Parti socialiste | 45,70 % | 24 / 45 |           |                       | PSOE      |
| 1995  | 75,96 %       |                               |               | Parti populaire  | 52,94 % | 26 / 45 |           | Ramón Luis Valcárcel  | PP        |
| 1999  | 68,59 %       |                               |               | Parti populaire  | 53,74 % | 26 / 45 |           | Ramón Luis Valcárcel  | PP        |
| 2003  | 69,98 %       |                               |               | Parti populaire  | 57,54 % | 28 / 45 |           | Ramón Luis Valcárcel  | PP        |
| 2007  | 68,01 %       |                               |               | Parti populaire  | 59,09 % | 29 / 45 |           | Ramón Luis Valcárcel  | PP        |
| 2011  | 67,91 %       |                               |               | Parti populaire  | 60,09 % | 33 / 45 |           | Ramón Luis Valcárcel  | PP        |
| 2011  | 67,91 %       | Alberto Garre (2014)          |               | Parti populaire  | 60,09 % | 33 / 45 |           |                       | PP        |
| 2015  | 65,22 %       |                               |               | Parti populaire  | 37,98 % | 22 / 45 |           | Pedro Antonio Sánchez | PP        |
| 2015  | 65,22 %       | Fernando López Miras (2017)   |               | Parti populaire  | 37,98 % | 22 / 45 |           |                       | PP        |
| 2019  | 62,33 %       |                               |               | Parti socialiste | 32,47 % | 17 / 45 |           | Fernando López Miras  | PP        |
| 2023  | --,-- %       |                               |               |                  | --,-- % | / 45    |           |                       |           |